# Pokrashen
Poqrashen là một đô thị thuộc tỉnh Shirak, Armenia. Dân số ước tính năm 2011 là 231 người.